# Three Busy Debras
Three Busy Debras è una serie televisiva statunitense del 2020, creata da Sandy Honig, Alyssa Stonoha e Mitra Jouhari.
La serie viene trasmessa negli Stati Uniti su Adult Swim dal 30 marzo 2020.
Il 31 maggio 2020, la serie è stata rinnovata per una seconda stagione trasmessa dal 25 aprile 2022.

## Trama
La serie segue la vita quotidiana surreale di tre casalinghe squilibrate, tutte di nome Debra, nella loro ricca città suburbana di Lemoncurd.

## Episodi
| Stagione         | Episodi | Prima TV USA | Prima TV Italia |
| ---------------- | ------- | ------------ | --------------- |
| Prima stagione   | 6       | 2020         | inedita         |
| Seconda stagione | 10      | 2022         | inedita         |

## Personaggi e interpreti
- Debra, interpretata da Sandy Honig.
- Debra, interpretata da Alyssa Stonoha.
- Debra, interpretata da Mitra Jouhari.

## Produzione
Il concept della serie è nato originariamente come opera teatrale creata e interpretata da Mitra Jouhari, Sandy Honig e Alyssa Stonoha. Successivamente è stata estesa come webserie pubblicata su Youtube.
L'8 maggio 2018, Adult Swim ha annunciato di aver ordinato un episodio pilota di Three Busy Debras, scritto da Sandy Honig e diretto da Anna Dokoza. Il 7 maggio 2019, Adult Swim ha ordinato una prima stagione composta da episodi di un quarto d'ora. In seguito è stato rivelato che la serie sarebbe stata presentata in anteprima il 29 marzo 2020.
Il 31 maggio 2020, Adult Swim ha rinnovato la serie per una seconda stagione.